# ファンウ・スルヘ
ファンウ・スルヘ（ハングル表記：황우슬혜, 1979年8月10日 - ）は、大韓民国ソウル市出身の女優。建国大学校映画科を卒業。
ローマ字表記でHwang Woo-seul-hyeまたはHwang-woo Seul-hyeあるいはHwang Woo Seul Hyeと表記され、カタカナ表記ではファン・ウスレまたはファンウ・スルヘと表記される。

## 出演作品

### ドラマ
- 美しい誘惑（2004年、KBS）
- ちょっとエッチな僕たちの恋愛（2010年、KBS）
- 愛を信じます（2011年、KBS） - キム・ユニ役
- 天女がいなきゃ?!（2012年、KBS） - チェファ役
- 眠れる森の魔女（2013年、MBC）
- 気分の良い日（2014年、SBS） - チョン・ダエ役
- 偉大なる糟糠の妻（2015年、MBC） - オ・ジョンミ役
- おひとりさま～一人酒男女～（2016年、tvN） - ファン・ジニ役
- 欠点ある人間たち（2019年-2020年、MBC） - イ・ガンヒ役
- 愛の不時着（2019年-2020年、tvN） - ト・ヘジ役
- アンクル（2021年-2022年、TV朝鮮） - キム・ユラ役
- 私たちは今日から（2022年、SBS） - ヨ・ジニ役
- 美男堂の事件手帳（2022年、KBS） - イ・ミンギョン役
- カーテンコール（2022年、KBS） - ヒョン・ジウォン役

### 映画
- ミスにんじん(2008)
- 過速スキャンダル(2008)
- 渇き(2009)
- ペントハウス・エレファント(2009)
- 愛の運命-暴風前夜-(2010)
- ホワイト(2011)
- 一度もしたことがない女(2014)
- チャンス商会〜初恋を探して〜(2015)
- レッスル!（2018）
- サンキス・ファミリー（2019）
- ヒットマン エージェント:ジュン（2020）